# Convoluta naviculae
Convoluta naviculae är en plattmaskart som beskrevs av Yamasu 1982. Convoluta naviculae ingår i släktet Convoluta och familjen Convolutidae. Inga underarter finns listade i Catalogue of Life.